# مهرجان سوس الدولي للفلم القصير
مهرجان سوس الدولي للفيلم القصير هو مهرجان سينمائي ينظم كل سنة في مدينة آيت ملول ولاية أكادير جهة سوس ماسة - المغرب، يقدم هذا المهرجان عروض أفلام سينمائية محلية، وطنية، ودولية. ورشات تكوينية في المونتاج والسيناريو وصناعة المشاهد والأفلام السينمائية . إذ يروج للعمل السينمائي المغربي خاصة والدولي عامة. يشارك في هذا المهرجان العديد من الممثلين والمخرجين العالميين. ويستقطب أكثر من 20000 زائر، إذ يمتد المهرجان لمدة 4 الى 6 أيام، كما يعرف من خلال تنظيمه تغطية إعلامية واسعة وطنيا ودوليا.

## المهرجان:
يتميز برنامج المهرجان بعدة أنشطة تنظم بفضاءات مدينة آيت ملول، منها:
- ورشة تكوينية في المونتاج السينمائي.
- ورشة تكوينية في كتابة السيناريو السينمائي.
- ورشة تكوينية في صناعة المشهد السينمائي.[11]
- ورشة صناعة الفيلم الروائي القصير.
- ندوات علمية.
- توقيع إصدارات الفنانين السينمائيين والأدباء.[12]
- سينما القرب وعروض بشتى ديور أحياء مدينة آيت ملول.
- عروض الأفلام المشاركة في المسابقة الرسمية.[13][14][15]

## نوع الأفلام المشاركة:
- الفيلم الروائي الدولي القصير.
- الفيلم الوثائقي الدولي القصير.
- جائزة ايت ملول تجارب الشباب.

## نوع الجوائز:
| جوائز الفيلم الروائي القصير:                     | جوائز الفيلم الوثائقي القصير:                         | جائزة أيت ملول:                                        |
| ------------------------------------------------ | ----------------------------------------------------- | ------------------------------------------------------ |
| جائزة سوس الكبرى للفيلم الروائي القصير.          | جائزة سوس الكبرى للفيلم الوثائقي القصير.              | جائزة آيت ملول للفيلم الوطني القصير.                   |
| جائزة سوس للجنة تحكيم الفيلم الروائي القصير.     | جائزة سوس لأفضل تصوير سينمائي للفيلم الوثائقي القصير. | جائزة آيت ملول للإخراج السينمائي للفيلم الوطني القصير. |
| جائزة سوس لأفضل سيناريو الفيلم الروائي القصير.   | تنويه خاص من لجنة التحكيم الفيلم الوثائقي القصير.     | تنويه خاص من لجنة التحكيم.                             |
| تنويه خاص من لجنة التحكيم الفيلم الروائي القصير. | x                                                     | x                                                      |

## إحتفاءات وتكريمات:
إحتفى المهرجان بالعديد من صناع الفرجة السينمائية وكذلك أشهر الموسيقيين بالمغرب ،نذكر من بينهم:
في الدورة الحالية (السادسة عشر):
- المخرج والكاتب المغربي محمد الشريف الطريبق.[20]
- الأكاديمي الدكتور المغربي محمد بازي.
- الممثلة المغربية الأمازيغية فاطمة أمسكين.

في الدورة الخامسة عشر:
- الإحتفاء بالمجموعة الموسيقية آيت العاتي.[21]
- تكريم الفنان أحمد عونتي.
- تكريم الناقد السينمائي الأستاذ محمد باكريم.

في الدورة الرابعة عشر:
- تكريم الفنان ياسين أحجام.
- تكريم الكاتب الدكتور محمد اشويكة.
- تكريم الفنانة أمينة أشاوي.

في الدورة الثالثة عشر:
- تكريم الفنان والمخرج إدريس الروخ.

وغيرهم

## روابط خارجية:
- مهرجان سوس الدولي للفيلم القصير على الموقع الرسمي للمركز السينمائي المغربي.[22]